# マシュー・ヴォーン
マシュー・ヴォーン（出生名：マシュー・アラード・ロバート・ヴォーン、英: Matthew Allard Robert Vaughn、1971年3月7日 - ）は、イングランドの映画プロデューサー、映画監督、脚本家。現在の本名はマシュー・アラード・デ・ヴィア・ドラモンド（英: Matthew Allard de Vere Drummond）。妻は2002年に結婚したクラウディア・シファー。プロデュース作品としては1998年の『ロック、ストック&トゥー・スモーキング・バレルズ』、2000年の『スナッチ』など初期のガイ・リッチー監督作品が知られ、また自身の監督作品としては、『レイヤー・ケーキ』（2004年）、『スターダスト』（2007年）、『キック・アス』（2010年）、『X-MEN:ファースト・ジェネレーション』（2011年）、『キングスマン』（2014年）などが挙げられる。

## 幼少期
ヴォーンはロンドンで生まれ、当初はこの頃母ケイシー・シートン（英: Kathy Ceaton、2013年7月20日没）が交際していたアメリカ人俳優、ロバート・ヴォーンとの間に生まれたと考えられていた。その後父方のDNA検査を行ったことで、実際の父親はジョージ6世を名付け親に持ち、初代セント・オールバンズ公チャールズ・ボークラークの末裔であるイングランド貴族のジョージ・アルバート・ハーリー・デ・ヴィア・ドラモンド（英: George Albert Harley de Vere Drummond）であることが分かった。幼い頃はヴォーンが実際の父親だと信じていたため、彼は「ヴォーン」姓を使っていたが、現在では職業上の名前としてのみ用い、本名は「デ・ヴィア・ドラモンド」姓になっている。
ヴォーンはバッキンガムシャーのストウ・スクールに通った。卒業後は1年間のギャップ・イヤーを取り、ハードロックカフェを回る世界旅行に出た。ハードロックカフェの共同創業者であるピーター・モートンはヴォーンの名付け親でもあった。ロサンゼルスに着いた後、彼は助監督として働き始めた。その後ロンドンに戻ってユニヴァーシティ・カレッジ・ロンドンに入り、人類学と古代史を学んだが、数週間で中退した。

## キャリア
25歳になったヴォーンは、アナベラ・シオラとマイケル・ガンボンが出演した低予算スリラー映画『謀殺』の制作を担当する。その後は、親友ガイ・リッチーの監督映画『ロック、ストック&トゥー・スモーキング・バレルズ』で制作を務め、批評・興行・採算面で成功を収めたこの作品で、リッチー共々900万ポンドを得たと報じられている。その後もリッチーとは『スナッチ』（2000年）、『スウェプト・アウェイ』（2002年）でペアを組んだ。
リッチーの代役として、ダニエル・クレイグ主演の『レイヤー・ケーキ』（2004年）で監督デビュー。映画は好評を得て、ヴォーンには急遽降板したブライアン・シンガーに代わって『X-MEN:ファイナル ディシジョン』（2006年）の監督に抜擢されるが、納期に間に合わないとして撮影開始の2週間前に降板した（但し、後の『X-MEN:ファースト・ジェネレーション』はそれよりも期間が短かった）。ヴォーンの後任としてブレット・ラトナーが監督を務めたが、彼は完成した映画について非常に批判的だった。次の作品は2007年の『スターダスト』で、脚本の共筆と監督を担当した。2010年にはマーク・ミラーのコミック『キック・アス』の映画化で監督・脚本・制作を務め、この続編である『キック・アス/ジャスティス・フォーエバー』（2013年）では制作を務めた。また、『X-MEN』シリーズ旧3部作の前日譚『X-MEN:ファースト・ジェネレーション』（2011年）では、監督と共同脚本を担当した。ヴォーンは続編の『X-MEN:フューチャー&パスト』（2014年）の分も契約を行っていたが、オリジナル3部作の2作を監督したシンガーが復帰することになり、破談となった。ヴォーンは脚本の原案という形でクレジットされた。
ヴォーンの次の監督作品は2015年に公開された『キングスマン』で、この作品ではマーク・ミラーとデイヴ・ギボンズによるコミック『ザ・シークレット・サービス』を翻案したものである。映画の脚本はヴォーンとジェーン・ゴールドマンが手掛け、プロデュースはヴォーン自身の制作会社であるMarvフィルムズが手掛けた。2017年9月に封切られた『キングスマン:ゴールデン・サークル』でも、ヴォーンは監督・制作・共同脚本を務めた。2021年には2作の前日譚にあたる『キングスマン:ファースト・エージェント』を発表し、同作でも監督を務めた。
2017年3月、Collider.comで、ヴォーンが『マン・オブ・スティール』第2作 (en) の監督として最有力だと報じた。同年9月にはスタジオと次作の監督について交渉中であることを認めた。

## 私生活
2002年5月25日、ヴォーンはドイツのスーパーモデルであるクラウディア・シファーとサフォークで結婚した。夫妻の間には2003年1月30日に生まれた息子のキャスパー・マシュー・デ・ヴィア (Caspar Matthew de Vere) 、2004年11月11日に生まれた娘のクレメンタイン・ポピー (Clementine Poppy) 、2010年5月14日に生まれた娘のコジマ・ヴァイオレット (Cosima Violet) と3人の子どもがいる。夫妻はノッティング・ヒルに家を構えており、またサフォーク・スタニングフィールドのコールドハム・ホールを所有している。自宅の警備に元グルカ兵を雇っていることを明かしている。

## フィルモグラフィ

### 映画
| 年   | 題名                                                                                | 備考             |
| ---- | ----------------------------------------------------------------------------------- | ---------------- |
| 1998 | ロック、ストック&トゥー・スモーキング・バレルズ Lock, Stock and Two Smoking Barrels | 製作             |
| 2000 | スナッチ Snatch                                                                     | 製作             |
| 2001 | ミーン・マシーン Mean Machine                                                       | 製作総指揮       |
| 2002 | スウェプト・アウェイ Swept Away                                                     | 製作             |
| 2004 | レイヤー・ケーキ Layer Cake                                                         | 監督・製作       |
| 2007 | スターダスト Stardust                                                               | 監督・脚本・製作 |
| 2009 | 狼たちの処刑台 Harry Brown                                                          | 製作             |
| 2010 | ペイド・バック The Debt                                                             | 製作・脚本       |
| 2010 | キック・アス Kick-Ass                                                               | 監督・脚本・製作 |
| 2011 | X-MEN:ファースト・ジェネレーション X-Men: First Class                               | 監督・脚本       |
| 2013 | キック・アス/ジャスティス・フォーエバー Kick-Ass 2                                  | 製作             |
| 2014 | X-MEN: フューチャー&パスト X-Men: Days of Future Past                               | 製作・原案       |
| 2015 | キングスマン Kingsman: The Secret Service                                           | 監督・脚本・製作 |
| 2015 | ファンタスティック・フォー Fantastic Four                                           | 製作             |
| 2016 | イーグル・ジャンプ Eddie the Eagle                                                  | 製作             |
| 2017 | キングスマン:ゴールデン・サークル Kingsman: The Golden Circle                       | 監督・脚本・製作 |
| 2019 | ロケットマン Rocketman                                                              | 製作             |
| 2021 | キングスマン:ファースト・エージェント The King's Man                                | 監督・製作       |
| 2021 | サイレント・ナイト Silent Night                                                     | 製作             |
| 2023 | テトリス Tetris                                                                     | 製作             |
| 2024 | ARGYLLE/アーガイル Argylle                                                          | 監督・製作       |
| TBA  | Stuntnuts: The Movie                                                                | 製作             |
| TBA  | Stuntnuts Does School Fight                                                         | 製作             |
| TBA  | Stuntnuts Does Shiver                                                               | 製作             |
| TBA  | Stuntnuts Does 4                                                                    | 製作             |